# Сафаров, Арам Аввакумович
Арам Аввакумович Сафаров (март 1913, Кендхурд, Елизаветпольская губерния — 8 октября 1944, Сербия) — советский военнослужащий, участник Великой Отечественной войны, Герой Советского Союза, командир роты 309-го гвардейского стрелкового полка 109-й гвардейской стрелковой дивизии 46-й армии 2-го Украинского фронта, гвардии лейтенант.

## Биография
Родился в марте 1913 года в селе Кендхурд Мартунинского района НКАО Азербайджанской ССР (ныне Ходжавендского района Азербайджанской Республики), по другим данным в селе Кендхурд ныне Гехаркуникской области Республики Армения в семье крестьянина. Армянин. Член ВКП(б) с 1940 года. Окончил 6 классов.
В 1935—1937 года проходил срочную службу в Красной Армии. После демобилизации работал столяром на заводе «Нефтегаз» в городе Баку.
В 1941 году вновь призван в армию и с ноября того же года участвовал в боях с немецкими войсками. Отважный офицер защищал Кавказ, освобождал Украину, с боями дошел до Дуная. В 1944 году окончил курсы «Выстрел». Отличился в боях за освобождение Югославии.
Гвардии лейтенант Сафаров в числе первых 7 октября 1944 года переправился на правый берег Дуная в районе населённого пункта Ритопек. Оседлав шоссейную дорогу, по которой противник перебрасывал свои войска для обороны Белграда, рота отбила несколько его контратак. 8 октября 1944 года, когда рота оказалась в окружении, поднял бойцов в атаку и в рукопашной схватке погиб.
Указом Президиума Верховного Совета СССР от 31 мая 1945 года «за образцовое выполнение заданий командования и проявленные мужество и героизм в боях с немецко-фашистскими захватчиками» гвардии лейтенанту Сафарову Араму Аввакумовичу присвоено звание Героя Советского Союза посмертно.
Награждён ордена Ленина.
Похоронен на сербской земле, в селе Ритопек под Белградом.